# 世界脳神経外科学会連盟
世界脳神経外科学会連盟（せかいのうしんけいげかれんめい、World Federation of Neurosurgical Societies、略称：WFNS）は、世界各国の脳神経外科学会の連盟として組織され5大陸、103カ国、30000人を越える脳神経外科医が参加している脳神経外科領域では最大の国際団体。

## 概要
前身は1931年より開催されていた International Neurosurgical Congress （国際脳神経外科会議）。1955年にブリュッセル（ベルギー）においてWFNSとして創設され、日本脳神経外科学会はWFNS創設時よりのメンバーである。会長は、初代Sir Geoffrey Jefferson、2代目Paul C Bucy、3代目Eduard Busch、4代目AE Walkerであり、5代目会長を佐野圭司教授（当時）（東京大学）がつとめ、当時の規約により任期4年の最後に当たる1973年10月に第5回学術集会を International Congress of Neurological Surgeryとして開催。その後、学術集会の名称をWorld Congress of Neurological Surgery（世界脳神経外科会議） とし現在に至る。連盟として、1987年7月1日にデン・ハーグ（オランダ）において登記と法人登録を行っている（登録番号411496）。
WHO（世界保険機構）と公式に連携しておりワーキンググループやリエゾン委員会を通して活動している。設立目的は、各国の脳神経外科学会による世界という単位での協調、脳神経外科学領域の知識や創意の交流の支援、脳神経外科と関連領域の研究の促進、脳神経外科の分布や公衆衛生の課題の呼びかけ、世界レベルでの脳神経外科治療や研修の標準化と改良・普及、である。

## 学術集会の開催
WFNSの学術集会は4年に一度、世界各国で開催される。また、その中間の年に、中間会議（Interim Meeting）を開催している。中間会議は、当初は、学術集会開催地の決定などを行っていたが、2007年より学術集会の形態となっている。最初の学術集会は the First Internatinal Neurosurgical Congress として1957年にブリュッセル（ベルギー）で、引き続き第2回学術集会が the first independent International Neurosurgical Congress として1961年にワシントンD.C.（アメリカ合衆国）で開催され、以降、4年毎の開催となった。中間会議1963年ウィーン（オーストリア）、第3回学術集会（参加者835名）1965年コペンハーゲン（デンマーク）、中間会議1967年マドリード（スペイン）、第4回学術集会（参加者893名）1969年ニューヨーク（アメリカ）、中間会議1971年プラハ（チェコスロバキア当時）、第5回学術集会（参加者1905名）1973年東京（日本）、中間会議1975年オックスフォード（英国）、第6回学術集会（参加者1500名）1977年サンパウロ（ブラジル）、中間会議1979年パリ（フランス）、第7回学術集会1981年ミュンヘン（ドイツ）、中間会議1983年ブリュッセル（ベルギー）、第8回学術集会1985年トロント（カナダ）、中間会議1987年バルセロナ（スペイン）、第9回学術集会1989年ニューデリー（インド）、中間会議1991年モスクワ（ソビエト連邦当時）、第10回学術集会1993年アカプルコ（メキシコ）、中間会議1995年ベルリン（ドイツ）、第11回学術集会1997年にアムステルダム（オランダ）で開催された。中間会議を2000年にサンフランシスコ（アメリカ）で開催した後に、第12回学術集会より名称を現在の World Congress of Neurosurgery とし2001年シドニー（オーストラリア）、第13回学術集会2005年マラケシュ（モロッコ)、第13回中間学会2007年に名古屋市（日本）、第14回学術集会2009年ボストン（アメリカ）、が開催された。
今後、第14回中間学会が2011年にポルト・デ・ガリナス（ブラジル）、第15回学術集会は2013年にソウル（大韓民国）、第15回中間学会が2015年にローマ（イタリア）、第16回学術集会は2017年にイスタンブール（トルコ）で開催された。第17回中間学会は2019年に北京（中国）での開催が決定している。
この他、教育コース等を各国で開催している。

## The Medals of Honor
1995年5月 歴史上、著しい功績のあった脳神経外科医5名（Dr.Jules Hardy, Dr. Paulo Niemeyer Sr., Dr. Kenichiro Sugita (杉田虔一郎)、Dr. Gazi Yasargil, Dr. Arnoud de Vet.）に名誉メダル the Medals of Honorを授与し業績を称えた。

## 機関誌の出版
30年以上の歴史を有する Surgical Neurology を引き継ぎ、2010年4月より World Neurosurgery を機関誌として発行している。

## くも膜下出血の重症度分類
くも膜下出血の重症度分類を公表しており、「WFNSの分類」として国際標準となっている。

## 会長
- 小林茂昭 - 名誉会長